# 新北大都會公園

新北大都會公園，背景為台64線及群光電子總部大樓

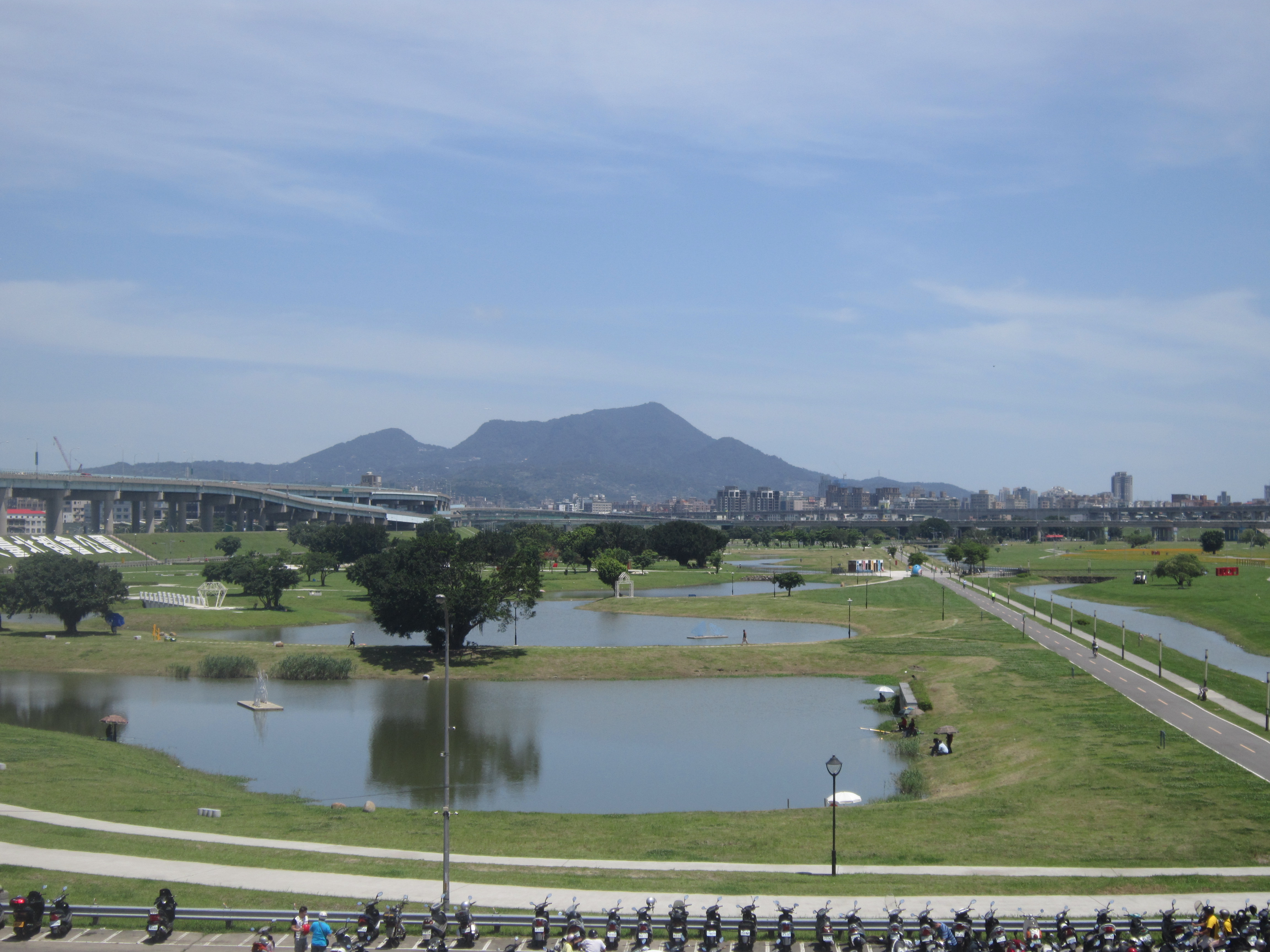
新北大都會公園，背景為觀音山

新北大都會公園（New Taipei Metropolitan Park）為新北市最大的公園，面積424公頃。原名「大臺北都會公園」，然而部分民眾容易誤以為地處台北市，新北市政府因此在2019年8月18日將其正名「新北大都會公園」。英文譯名已有New Taipei，而維持原名。此外，雖然其名稱有「都會公園」字樣，但它與台灣其他都會公園不同，並不屬於內政部營建署管轄。

## 沿革
二重疏洪道全長7.7公里，寬度450~750公尺，佔地共約424公頃，檢視二重疏洪道與大台北地區之地理關係，可發現二重疏洪道位處台北盆地中央地帶，廣大綠地空間，相當於16座臺北市大安森林公園，比美國紐約市中央公園大1.25倍。臺北縣政府高灘地工程管理處於2007年「西區旗艦計畫」之「臺北縣二重疏洪道整體景觀及設施改善計畫」提出二重疏洪道改造為大臺北「中央公園」之整體景觀發展願景，2008年8月著手進行「大臺北都會公園規劃設計」委託技術服務。
二重疏洪道，過去曾被選定為台北都會公園預定地，依據民國77年「台灣地區都會區域休閒設施發展方案」，初步於北、中、南三區勘選適宜的都會公園基地，擇定的園區位置依序為：
1. 北區─五股沼澤區（即二重疏洪道，約400公頃）；
2. 中區─台中大肚山西側坡地（約200公頃）；
3. 南區─台南二仁溪與高速公路交界地區（約250公頃）、以及高雄橋頭、楠梓及後勁一帶（約150公頃）。

其中台中、台南及高雄都會公園已建設完成開放營運。
大臺北都會公園（今「新北大都會公園」）整體規劃構想為維持二重疏洪道除既有的疏洪功能外，如此廣大的空間如可更有效地規劃與應用為大型城市公園，將可為長居狹小單元的新北市民提供充足的公園綠地、更舒適、多元化的活動設施及休憩空間，創造親水環境，並藉以帶動週邊社區發展，共同營造生態綠色城市。
至2018年起，成為新北燈會的主辦地點。

## 空間規劃
新北大都會公園自南至北共規劃有7大空間分區，包括：入口堰生態區、生活體驗區、都會親水區、左岸運動休閒區、右岸運動休閒區、自然體驗區、出口堰生態區。

## 設施
以臺灣野生動物為設計主題的「熊猴森樂園」於2020年開放使用，以臺灣海域生物為設計主題的「海世界水樂園」則於2021年4月3日開放使用。

## 分期計畫
工程共分為3個階段進行：
（1）第一期工程（2009-2010年）生活體驗區及親近性越堤設施
主要工程項目為花海主題公園及親近性越堤設施，本期於全區改善越堤設施共4處，包括更寮國小跨堤陸橋改善工程、成功國小越堤設施、三民公園越堤設施及興化國小越堤設施，藉以改善公園的可及性，加強都會公園之親近性。第一期工程經費約二億一千萬元。
花海主題公園位於二重疏洪道南端，重新橋至中山橋間，東側以疏洪一路及疏右堤防為界，西側緊鄰巿民農園，原為二重疏洪道「野花公園」，總面積約為24公頃，改造後的地景是在挖填平衡的原則下，重新塑造親水景觀渠道及動線系統，運用大片草坡綠地，種植大面積的波斯菊、百日草、野雞冠花等各式花卉，搭配「愛情」與「幸福」為主題，並規劃有高規格自行車道、人行步道、活動廣場、休憩空間、景觀廁所、停車場等設施，整體設計涵納新建完成的新北大橋景緻及未來機場捷運站緩坡越堤道，將使遊客可以獲得更立體及豐富的體驗。2010年5月,新北市政府邀請縣民共同票選，經民眾票選後命名為「幸福水漾公園」，2010年6月份完工開放。本區工程由執行單位為新北市政府高灘地工程管理處，設計監造單位為宜大國際景觀公司，承包商為富民營造公司。
（2）第二期工程計畫執行運動休閒區及出、入口堰生態區
其中運動休閒區主要打造相關運動設施、活動廣場及親水生態島等，兩側堤坡綠毯及堤頂步道營造，包括機場捷運A2三重站與幸福水漾公園緩坡越堤道，將可有效打造都會公園完整的核心區域；出入口生態區將以營造濕地景觀，及整理重新橋下市場廣場空間為主。
（3）第三期工程計畫執行都會親水區及自然體驗區
都會親水區主要營造萬善同周邊、表演廣場及多功能活動草坪、觀景座階、觀星草坡及中央服務站、租借站等。自然體驗區為整體性之微風運河生態護岸營造及蘆堤運動公園環境改善、堤頂步道等工程。

## 交通
- 台64線
- 三重站
- 重新橋
- 新北大橋
- 辰光橋

### 大眾運輸
- 臺北捷運
  -  新莊線：三重站
- 桃園捷運
  -  機場線：三重站

## 周邊
- 群光電子總部大樓
- 先嗇宮
- 二重疏洪運動公園

## 外部連結
- 新北大都會公園(二重疏洪道河濱公園)新北市觀光旅遊網 （页面存档备份，存于）